# Broniszów (gmina)
Broniszów (od 1973 Mirocin Średni) – dawna gmina wiejska istniejąca w latach 1946–1954 w woj. wrocławskim i woj. zielonogórskim (dzisiejsze woj. lubuskie). Siedzibą władz gminy były Broniszów.
Gmina Broniszów powstała po II wojnie światowej (1945) na terenie tzw. Ziem Odzyskanych (tzw. II okręg administracyjny – Dolny Śląsk). 28 czerwca 1946 gmina – jako jednostka administracyjna powiatu kożuchowskiego – weszła w skład nowo utworzonego woj. wrocławskiego. 6 lipca 1950 gmina wraz z całym powiatem kożuchowskim weszła w skład nowo utworzonego woj. zielonogórskiego. 24 kwietnia 1953 zmieniono nazwę powiatu kożuchowskiego na nowosolski.
Według stanu z 1 lipca 1952 gmina składała się z 10 gromad: Broniszów, Jarogniewice, Jeleniów, Kaczeniec, Kamionka, Mirocin Górny, Niwiska, Radwanów, Urzuty i Wichów. Gmina została zniesiona 29 września 1954 wraz z reformą wprowadzającą gromady w miejsce gmin. Jednostki nie przywrócono 1 stycznia 1973 wraz z kolejną reformą reaktywującą gminy, utworzono natomiast jej terytorialny odpowiednik, gminę Mirocin Średni.